# Partia Ludowa – Ruch na rzecz Demokratycznej Słowacji
Partia Ludowa – Ruch na rzecz Demokratycznej Słowacji (Ľudová strana – Hnutie za demokratické Slovensko, ĽS-HZDS) – słowacka narodowo konserwatywna partia polityczna, której liderem jest Vladimír Mečiar. Ugrupowanie rządzące lub współrządzące w latach 1991–1994, 1994–1998 i 2006–2010. Partia deklaruje światopogląd narodowo-konserwatywny, odrzuca gospodarczy liberalizm i sprzeciwia się procesowi prywatyzacji.

## Historia
Partia powstała w 1991. Na jej czele stanął Vladimír Mečiar, który wykonywał w latach 1991–1998 (z krótką przerwą w 1994) funkcję premiera rządu.
Partia wygrywała wybory parlamentarne w 1994, 1998 i 2002, zdobywając w 1994 34,97% głosów i 61 mandatów (na 150), w 1998 - 27% głosów i 43 mandaty, a w 2002 - 19,5% głosów i 36 mandatów; po dwu ostatnich wyborach pozostawała w opozycji do rządów centroprawicowej koalicji.
W wyborach parlamentarnych w 2006 partia zdobyła 8,79% poparcia i 15 mandatów. Weszła w skład koalicji tworzącej rząd Roberta Ficy. W wyborach 2010 nie przekroczyła progu wyborczego,
W wyborach prezydenckich w 2004 z ramienia ĽS-HZDS startował Vladimír Mečiar, który wygrał pierwszą turę z poparciem 32,7%, ale w drugiej turze uzyskał 40,1% i przegrał z Ivanem Gašparovičem. W wyborach do Parlamentu Europejskiego partia osiągnęła 17,0% głosów i zajęła drugie miejsce po Słowackiej Unii Chrześcijańskiej i Demokratycznej, co dało jej 3 mandaty. W wyborach do Parlamentu Europejskiego 2009 partia wywalczyła jeden mandat.